# Clasificación para la Eurocopa Femenina
La clasificación para la Eurocopa Femenina de fútbol, también conocido de forma oficial como Clasificación para el Campeonato Europeo Femenino de la UEFA, es un proceso realizado entre las selecciones nacionales europeas, previo a cada una de las Eurocopas Femeninas, organizado por la UEFA. En cada proceso se determina el número de equipos participantes y el número de clasificados para la fase final que se disputará en el torneo posterior, la Eurocopa.
La primera fase de clasificación de la historia se disputó entre el 18 de agosto de 1982 y el 29 de octubre de 1983, valedero para la Competición Europea de Fútbol Femenino de 1984.

## Selecciones participantes
Todos las federaciones miembros de la UEFA tienen derecho a participar en esta competición clasificatoria a través de sus respectivas selecciones nacionales. No todas las selecciones participaron en la primera edición sino que fueron incorporándose en las sucesivas ediciones clasificatorias. Actualmente 52 federaciones han participado al menos en una ocasión en estas fases de clasificación:
- Selección femenina de fútbol de Albania.
- Selección femenina de fútbol de Alemania.
- Selección femenina de fútbol de Andorra.
- Selección femenina de fútbol de Armenia.
- Selección femenina de fútbol de Austria.
- Selección femenina de fútbol de Azerbaiyán.
- Selección femenina de fútbol de Bélgica.
- Selección femenina de fútbol de Bielorrusia.
- Selección femenina de fútbol de Bosnia y Herzegovina.
- Selección femenina de fútbol de Bulgaria.
- Selección femenina de fútbol de Chipre.
- Selección femenina de fútbol de Croacia.
- Selección femenina de fútbol de Dinamarca.
- Selección femenina de fútbol de Escocia.
- Selección femenina de fútbol de Eslovaquia.
- Selección femenina de fútbol de Eslovenia.
- Selección femenina de fútbol de España.
- Selección femenina de fútbol de Estonia.
- Selección femenina de fútbol de Finlandia.
- Selección femenina de fútbol de Francia.
- Selección femenina de fútbol de Gales.
- Selección femenina de fútbol de Georgia.
- Selección femenina de fútbol de Grecia.
- Selección femenina de fútbol de Hungría.
- Selección femenina de fútbol de Inglaterra.
- Selección femenina de fútbol de Irlanda.
- Selección femenina de fútbol de Irlanda del Norte.
- Selección femenina de fútbol de Islandia.
- Selección femenina de fútbol de las Islas Feroe.
- Selección femenina de fútbol de Israel.
- Selección femenina de fútbol de Italia.
- Selección femenina de fútbol de Kazajistán.
- Selección femenina de fútbol de Kosovo.
- Selección femenina de fútbol de Letonia.
- Selección femenina de fútbol de Lituania.
- Selección femenina de fútbol de Luxemburgo.
- Selección femenina de fútbol de Macedonia del Norte.
- Selección femenina de fútbol de Malta.
- Selección femenina de fútbol de Moldavia.
- Selección femenina de fútbol de Montenegro.
- Selección femenina de fútbol de Noruega.
- Selección femenina de fútbol de los Países Bajos.
- Selección femenina de fútbol de Polonia.
- Selección femenina de fútbol de Portugal.
- Selección femenina de fútbol de la República Checa.
- Selección femenina de fútbol de Rumania.
- Selección femenina de fútbol de Rusia.
- Selección femenina de fútbol de Serbia.
- Selección femenina de fútbol de Suecia.
- Selección femenina de fútbol de Suiza.
- Selección femenina de fútbol de Turquía.
- Selección femenina de fútbol de Ucrania.

Sin embargo, de las 55 selecciones afiliadas a UEFA que tienen derecho a participar, hay tres que aún no han debutado en el torneo clasificatorio:
- Selección femenina de fútbol de Gibraltar (participa del Sub-19).[5]
- Selección femenina de fútbol de Liechtenstein.
- Selección femenina de fútbol de San Marino.

También, en ediciones anteriores, participaron las selecciones nacionales de países ya desaparecidos. No obstante estas tienen herederos deportivos actualmente:
- Selección femenina de fútbol de Alemania Federal u Occidental (1984-1990). Hasta la unificación de Alemania, actualmente la selección alemana es la heredera.
- Selección femenina de fútbol de Checoslovaquia (1984-1993). Con la división de Checoslovaquia, la selección checa asumió el testigo de esta selección.
- Selección femenina de fútbol de la República Federal de Yugoslavia  (1993-2002). Activa hasta la creación de Serbia y Montenegro.
- Selección femenina de fútbol de Serbia y Montenegro (2003-2006). Activa hasta la separación de Montenegro. Entonces sus datos deportivos fueron heredados por Serbia.

Otras selecciones no tuvieron participación oficial en fases clasificatorias:
- Selección femenina de fútbol de Alemania Democrática u Oriental (1984-1990). Hasta la unificación de Alemania. No tiene heredera futbolística.
- Selección femenina de fútbol de la Unión Soviética (1984-1991)

## Torneos clasificatorios y participantes
| 1984 | 18 de ago. de 1982 - 29 de oct. de 1983 | 12 | 12 | 48  |
| 1984 | Debutantes: Alemania Federal / Bélgica / Dinamarca / Escocia / Francia / Irlanda / Irlanda del Norte / Islandia / Noruega / Países Bajos / Portugal / Suecia |    |    |     |
|      | |    |    |     |
| 1987 | 26 de sep. de 1984 - 1 de nov. de 1986 | 12 | 4  | 48  |
| 1987 | Debutantes: España / Hungría / Italia / Suiza |    |    |     |
|      | |    |    |     |
| 1989 | 10 de sep. de 1987 - 17 de dic. de 1988 | 13 | 2  | 56  |
| 1989 | Debutantes: Bulgaria / Checoslovaquia |    |    |     |
|      | |    |    |     |
| 1991 | 9 de sep. de 1989 - 16 de dic. de 1990 | 18 | 1  | 68  |
| 1991 | Debutantes: Polonia |    |    |     |
|      | |    |    |     |
| 1993 | 21 de sep. de 1991 - 14 de nov. de 1992 | 23 | 4  | 52  |
| 1993 | Debutantes: Grecia / Rumania / Rusia / Yugoslavia |    |    |     |
|      | |    |    |     |
| 1995 | 15 de ago. de 1993 - 30 de oct. de 1994 | 30 | 8  | 92  |
| 1995 | Debutantes: Croacia / Eslovaquia / Eslovenia / Gales / Letonia / Lituania / República Checa / Ucrania                                                        |    |    |     |
|      | |    |    |     |
| 1997 | 17 de sep. de 1995 - 29 de sep. de 1996 | 34 | 6  | 112 |
| 1997 | Debutantes: Austria / Azerbaiyán / Bielorrusia / Estonia / Islas Feroe / Turquía                                                                             |    |    |     |
|      | |    |    |     |
| 2001 | 21 de ago. de 1999 - 28 de nov. de 2000 | 33 |    | 112 |
| 2001 | Debutantes: Bosnia y Herzegovina / Israel |    |    |     |
|      | |    |    |     |
| 2005 | 26 de mar. de 2003 - 27 de nov. de 2004 | 34 |    | 138 |
| 2005 | Debutantes: Armenia / Kazajistán / Malta / Serbia y Montenegro                                                                                               |    |    |     |
|      | |    |    |     |
| 2009 | 18 de nov. de 2006 - 30 de oct. de 2008 | 45 | 4  | 160 |
| 2009 | Debutantes: Georgia / Luxemburgo / Macedonia / Serbia |    |    |     |
|      | |    |    |     |
| 2013 | 3 de mar. de 2011 - 25 de oct. de 2012 | 44 | 0  | 182 |
| 2013 | Debutantes: Ninguno |    |    |     |
|      | |    |    |     |
| 2017 | 4 de abr. de 2015 - 25 de oct. de 2016 | 46 | 4  | 174 |
| 2017 | Debutantes: Albania / Andorra / Moldavia / Montenegro |    |    |     |
|      | |    |    |     |
| 2022 | 26 de ago. de 2019 - 13 de abr. de 2021 | 47 | 2  | 198 |
| 2022 | Debutantes: Chipre / Kosovo |    |    |     |
|      | |    |    |     |

## Lista de fases clasificatorias
Ediciones de las fases de clasificación para la Eurocopa:
- I edición Clasificación para la Competición Europea de Fútbol Femenino de 1984.[6]
- II edición Clasificación para la Competición Europea de Fútbol Femenino de 1987.[7]
- III edición Clasificación para la Competición Europea de Fútbol Femenino de 1989.[8]
- IV edición Clasificación para el Campeonato Femenino de la UEFA de 1991.[9]
- V edición Clasificación para el Campeonato Femenino de la UEFA de 1993.[10]
- VI edición Clasificación para el Campeonato Femenino de la UEFA de 1995.[11]
- VII edición Clasificación para el Campeonato Femenino de la UEFA de 1997.[12]
- VIII edición Clasificación para el Campeonato Femenino de la UEFA de 2001.[13]
- IX edición Clasificación para el Campeonato Femenino de la UEFA de 2005.[14]
- X edición Clasificación para la Eurocopa Femenina 2009.[15]
- XI edición Clasificación para la Eurocopa Femenina 2013.[16]
- XII edición Clasificación para la Eurocopa Femenina 2017.[17]
- XIII edición Clasificación para la Eurocopa Femenina 2022.